# Föderalista Párt (Amerikai Egyesült Államok)
A Föderalista Párt volt az első politikai párt az Amerikai Egyesült Államokban. Alexander Hamilton alatt uralta a nemzeti kormányt 1791 és 1801 között. A párt elkezdett visszaesni, még egyszer, az 1812-es háború ellenzésével felemelkedett. A párt ezután szétesett, az utolsó elnöki jelöltüket 1816-ban állították. Konzervatívaknak és üzletembereknek kedvezett, a bankok pártfogói voltak a kormány, a hadsereg ellenében, ezek mellett ellenezték a francia forradalmat is és Nagy-Britanniát preferálták. A párt centralista, föderalista és protekcionista volt.
1801-ig irányította a párt a kormányt, mikor a Thomas Jefferson vezette ellenzéki Demokrata-Republikánus Párt többséget szerzett. 1790 és 1794 között bankárok és üzletemberek koalíciójaként. Az egyetlen Föderalista elnök John Adams volt. George Washington szimpatizált a párttal, de hivatalosan egy párt tagja se volt elnöksége során.
Föderalista irányelvek voltak egy Nemzeti Bank létrehozása, tarifák és Nagy-Britanniával jó kapcsolat kialakítása. A párt a legtöbb törvényhozási csatát megnyerte az 1790-es években.

## John Adams-kormány (1797-1801)
Hamilton bizalmatlan volt John Adamsszel szemben, de nem tudta megállítani indulását a választáson. Az 1796-os elnökválasztáson Adams három elektori szavazattal nyert Thomas Jeffersonnal szemben, aki a kialakított rendszer alapján ennek köszönhetően alelnök lett.
A külügy volt ebben az időben a legfontosabb probléma az időszakban. Adams egyedül hozott döntéseket, nem konzultál se Hamiltonnal, se a párt többi vezetőjével. Többek közt ennek köszönhetően a kabinetje inkább Hamiltonnak felelt, mint neki.
Az adminisztráció egyik legfontosabb munkája az Idegen és Lázadás törvények voltak. A franciákkal egyre rosszabb kapcsolata volt az országnak. 1798-ban elfogadták az Idegen és Lázadás törvényeket, amelyek közül a korábbi lehetőséget adott az elnöknek, hogy az általa túl veszélyesnek talált személyeket deportálja. A Lázadás törvény bűncselekménnyé tette a kormány hamis, botrányos és rosszindulatú kritizálását.
Több republikánus újságszerkesztőt is elítéltek, megbüntettek vagy bebörtönöztek ezen törvények alapján, újságaikat pedig bezárták. Erre válaszként Jefferson és James Madison titokban a Kentucky és Virgina határozatot, amely a két államban alkotmányellenesnek nevezte a törvényeket, ennek köszönhetően érvénytelenítve azokat.
A Föderalisták létrehoztak egy flottát, új fregattokkal és adóemeléssel fizettek érte. Pennsylvaniában ezt követően kitört a Fries-lázadás, mert nem voltak hajlandóak fizetni az új adókat. John Fires-t halálra ítélték hazaárulásért, de Adams megbocsátást nyújtott neki. AZ 1978-as választások idején a párt jól teljesített, de a következő évben belső problémákkal küzdöttek. 1799 elején Adams ki akart szabadulni Hamilton befolyása alól és egy új békeküldetést küldött Franciaországba. A küldetés sikeres volt, amellyel a "Kvázi-háború" véget ért és a hadsereg nagy részét feloszlatták.
Hamilton és Adams nagyon nem kedvelte egymást és a föderalisták a kettőjük között voltak szétválva. Hamiltonnak nem tetszett a politikai hatalmának elvesztése, ezért Charles Pinckney-t támogatta a következő választáson. Ez egy hasadást okozott a párton belül, ami Thomas Jefferson és a Demokrata-Republikánusok győzelméhez vezetett.

## Választások

### Elnökválasztás
| Választás | Jelöltek            | Jelöltek            | Szavazatok | Elektori szavazás   | Elektori szavazás |
| Választás | Elnök               | Alelnök             | Százalék   | Elektori szavazatok | Helyezés          |
| --------- | ------------------- | ------------------- | ---------- | ------------------- | ----------------- |
| 1796      | John Adams          | Thomas Pinckney     | 53.4       | 71 / 138            | 1                 |
| 1800      | John Adams          | Charles C. Pinckney | 38.6       | 65 / 138            | 2                 |
| 1804      | Charles C. Pinckney | Rufus King          | 27.2       | 14 / 176            | 2                 |
| 1808      | Charles C. Pinckney | Rufus King          | 32.4       | 47 / 176            | 2                 |
| 1812      | DeWitt Clinton      | Jared Ingersoll     | 47.6       | 89 / 217            | 2                 |
| 1816      | Rufus King          | John E. Howard      | 30.9       | 34 / 217            | 2                 |
| 1820      | Nincs jelölt        | Nincs jelölt        | 16.2       | 0 / 232             | 2                 |

### Kongresszus
| 1.          | 1789–1791 | 26     | 8                       | 18          | —       | —           | 65     | 28                      | 37          | —       | —           | George Washington |
| 2.          | 1791–1793 | 30     | 13                      | 16          | —       | 1           | 69     | 30                      | 39          | —       | —           | George Washington |
| 3.          | 1793–1795 | 30     | 14                      | 16          | —       | —           | 105    | 54                      | 51          | —       | —           | George Washington |
| Kongresszus | Év        | Összes | Demokrata- Republikánus | Föderalista | További | Üres székek | Összes | Demokrata- Republikánus | Föderalista | További | Üres székek | Elnök             |
| 4.          | 1795–1797 | 32     | 11                      | 21          | —       | —           | 106    | 59                      | 47          | —       | —           | George Washington |
| 5.          | 1797–1799 | 32     | 10                      | 22          | —       | —           | 106    | 49                      | 57          | —       | —           | John Adams        |
| 6.          | 1799–1801 | 32     | 10                      | 22          | —       | —           | 106    | 46                      | 60          | —       | —           | John Adams        |
| 7.          | 1801–1803 | 34     | 17                      | 15          | —       | 2           | 107    | 68                      | 38          | —       | 1           | Thomas Jefferson  |
| 8.          | 1803–1805 | 34     | 25                      | 9           | —       | —           | 142    | 103                     | 39          | —       | —           | Thomas Jefferson  |
| 9.          | 1805–1807 | 34     | 27                      | 7           | —       | —           | 142    | 114                     | 28          | —       | —           | Thomas Jefferson  |
| 10.         | 1807–1809 | 34     | 28                      | 6           | —       | —           | 142    | 116                     | 26          | —       | —           | Thomas Jefferson  |
| 11.         | 1809–1811 | 34     | 27                      | 7           | —       | —           | 142    | 92                      | 50          | —       | —           | James Madison     |
| 12.         | 1811–1813 | 36     | 30                      | 6           | —       | —           | 143    | 107                     | 36          | —       | —           | James Madison     |
| 13.         | 1813–1815 | 36     | 28                      | 8           | —       | —           | 182    | 114                     | 68          | —       | —           | James Madison     |
| 14.         | 1815–1817 | 38     | 26                      | 12          | —       | —           | 183    | 119                     | 64          | —       | —           | James Madison     |
| 15.         | 1817–1819 | 42     | 30                      | 12          | —       | —           | 185    | 146                     | 39          | —       | —           | James Monroe      |
| 16.         | 1819–1821 | 46     | 37                      | 9           | —       | —           | 186    | 160                     | 26          | —       | —           | James Monroe      |
| 17.         | 1821–1823 | 48     | 44                      | 4           | —       | —           | 187    | 155                     | 32          | —       | —           | James Monroe      |
| 18.         | 1823–1825 | 48     | 43                      | 5           | —       | —           | 213    | 189                     | 24          | —       | —           | James Monroe      |